# NGC 7135
NGC 7135 је елиптична галаксија у сазвежђу Јужна риба која се налази на NGC листи објеката дубоког неба.
Деклинација објекта је - 34° 52' 34" а ректасцензија 21h 49m 46,0s. Привидна величина (магнитуда) објекта NGC 7135 износи 11,7 а фотографска магнитуда 12,7. Налази се на удаљености од 34,7000 милиона парсека од Сунца. NGC 7135 је још познат и под ознакама ESO 403-35, MCG -6-48-1, AM 2146-350, PGC 67425.